# Cristian Albornoz
Cristian Rafael Albornoz Millán es un ex-preso político venezolano. El 30 de julio de 2024, alrededor de las 5:30 p. m. y dos días después de las elecciones presidenciales de Venezuela, fue detenido por la policía municipal de Tocuyito, estado Carabobo, mientras vendía dulces en la parada de Campo Carabobo, al frente de la bomba de gasolina de la ciudad. Fue recluido en la sede de la policía municipal, y acusado de incendiar un módulo policial por orden de un tercero y de poseer cuatro litros de gasolina, papel y mechero al momento de su detención. En la sede policial fue obligado a grabar una confesión, pero en su audiencia de presentación negó las acusaciones.
El Comité por la Libertad de los Presos Políticos denunció la detención y exigió su liberación inmediata. El Comité citó un informe médico del 24 de mayo donde Albornoz presentaba "alucinaciones, deambulación errática", falta de conciencia sobre su condición mental y "juicio de la realidad alterado" y donde fue diagnosticado con esquizofrenia. En el informe se le prescribió un tratamiento con risperidona, carbamazepina y clonazepam, al igual que consultas periódicas para garantizar su adherencia.
Albornoz fue excarcelado el 2 de marzo de 2025, junto con Carlos Valecillos y de un total de 110 excarcelaciones de detenidos en el contexto poselectoral, con la medida cautelar de prohibición de ofrecer declaraciones a la prensa y con el riesgo de detener el proceso y volverlos a detener en el caso contrario.